# Thomas Nisters
Thomas Nisters (* 1955) ist ein deutscher Philosoph.

## Leben
1981 legte er das erste Staatsexamen und 1985 das zweite Staatsexamen ab. Nach der Promotion 1987 war er 1993 Visiting – Fellow an der Faculty of Arts des University College, Galway. Von 1985 bis 1994 war er wissenschaftlicher Assistent an der Albert-Ludwigs-Universität Freiburg. Von 1994 bis 2006 war er Gymnasiallehrer in Brühl und Köln. Seit 2006 ist er der Koordinator Fachdidaktik am Philosophischen Seminar der Universität zu Köln. 2012 erfolgte in Köln die Habilitation. Später wurde er dort außerplanmäßiger Professor.
Seine Forschungsschwerpunkte sind Emotionen als Thema im Fach „Philosophie u. Praktische Philosophie“, Methoden eigenständigen Philosophierens im Fach Philosophie und Praktische Philosophie und Begriffsarbeit im schulischen Philosophieunterricht.

## Schriften (Auswahl)
- Kants Kategorischer Imperativ als Leitfaden humaner Praxis. München 1989, ISBN 3-495-47682-2.
- Akzidentien der Praxis. Thomas von Aquins Lehre von den Umständen menschlichen Handelns. München 1992, ISBN 3-495-47727-6.
- Aristotle on Courage. Frankfurt am Main 2000, ISBN 0-8204-4719-6.
- Dankbarkeit. Würzburg 2012, ISBN 3-8260-4883-0.